# Le Verdier
 Le Verdier  es una población y comuna francesa, ubicada en la región de Mediodía-Pirineos, departamento de Tarn, en el distrito de Albi y cantón de Castelnau-de-Montmiral.

## Demografía
| 268 | 261 | 249 | 238 | 211 | 213 |
| Para los censos de 1962 a 1999 la población legal corresponde a la población sin duplicidades (Fuente: INSEE [Consultar]) |     |     |     |     |     |